# Palazzo Carciotti
Palazzo Carciotti è un palazzo settecentesco di Trieste, situato nel centro della città, posto all'inizio del Canal Grande.

## Storia
Il palazzo fu realizzato su un'area un tempo destinata a saline. Il committente fu il commerciante greco Demetrio Carciotti, stabilitosi a Trieste nel 1775. Arricchitosi con il commercio di panni dalla Boemia, alla fine del Settecento acquistò le cinque case che si trovavano sul lato destro dell'entrata del canale.
Per la costruzione di questo palazzo, Carciotti si affidò all'architetto Matteo Pertsch, che presentò il suo progetto nel 1798. Subito iniziarono i lavori di edificazione, ai quali sovrintendeva Giovanni Righetti, che si protrassero fino al 1805.
Sulla facciata prospiciente la via Cassa di Risparmio compare l'iscrizione DEMETRIO CARCIOTTI MDCCC, anno in cui fu portata a termine quella parte dell'immobile.
Nel corso degli anni si susseguirono modifiche e restauri, in particolare vennero rifatti gli intonaci delle facciate e dello zoccolo in pietra. La sopraelevazione del terzo piano sul lato interno è stata realizzata per esigenze tecnologiche degli uffici ospitati nel palazzo.
Nel 1816 il ministro Metternich soggiornò per un breve periodo a Palazzo Carciotti.
Nel 1831 l'edificio divenne la prima sede delle Assicurazioni Generali, poi ospitò la Banca Austro-ungarica, uffici del Governo Militare Alleato e la Capitaneria di Porto.
Nel 1918 il Governo austriaco, durante la fase di requisizione dei metalli, fece togliere dalla cupola il rivestimento in rame.
Attualmente lo stabile ospita alcuni uffici del Comune.

## Elementi architettonici

### Facciata principale
La facciata principale usa lo stesso schema fondamentale che compare poi nel Teatro Verdi: uno zoccolo a bugnato su cui poggiano delle colonne d'ordine gigante nella parte centrale della facciata dell'edificio: qui però il basamento delle colonne non è un portico pervio, ma è schiacciato contro la muratura.
Nel palazzo lo schema è svolto con maggiore ampiezza di respiro e con mezzi più raffinati e controllati. Il portico centrale a bugnato liscio è aderente al corpo architettonico e funge da stilobate alle sei colonne ioniche scanalate che raccordano armoniosamente i due piani superiori, coronati da una scenografica balaustra adorna di statue.
L'edificio è completato da una cupola, che poggia su un alto tamburo, con calotta emisferica ricoperta in rame e sormontata dall'aquila napoleonica.

### Facciate laterali e facciata posteriore
Le facciate laterali sono semplici, con la fascia di bugnato liscio al piano terra, ritmate solo dalle finestre e dall'architrave nella fascia superiore.
La facciata posteriore è uguale alla principale: lo stesso basamento a bugnato liscio nel portico al pianterreno che sorregge le sei colonne ioniche scanalate, chiuse da una balaustra, ma qui essa è coronata da quattro statue e da due anfore di pietra ai lati. Sulla trabeazione compare la scritta in lettere bronzee: DEMETRIO CARCIOTTI MDCCC, cioè l'anno della fine dei lavori di quella facciata.

### Piano nobile
Al piano nobile si apre una sala rotonda ritmata nel perimetro da sedici colonne e adorna di delicati bassorilievi sopraporta che trattano temi omerici, sono realizzati da Antonio Bosa e completati dalle dignitose pitture di Giuseppe Bernardino Bison (1762-1844). La sala assume l'elegante aspetto degli interni in stile Impero. La cupola segue lo schema classicistico voluto da Pertsch, ma estraneo ai gusti di Bison. Alle pitture della sala pare abbia partecipato anche un certo Scala, autore della “Gloria sul carro dell'Aurora”, raffigurato nel tondo centrale, l'unico a colori, benché di realizzazione modesta. Nelle vele della cupola ci sono rilievi con scene tratte dall'Iliade, mentre le targhe decorative sottostanti sono opera di Bison.

### Sculture e bassorilievi
Molto probabilmente le sculture di palazzo Carciotti furono suggerite dal committente stesso, che voleva essere ricordato come commerciante e benefattore della città.
Otto delle dieci statue che ornano la facciata del palazzo e i quattro vasi sono opera dello scultore bassanese Antonio Bosa (1777-1845) allievo spirituale di Antonio Canova; le due statue a sinistra della facciata postica sono di Bartolomeo Augustini.
Sulla facciata principale le statue rappresentano, da sinistra: Portenus (il guardiano del porto romano), Thyke (protettrice dei negozianti e naviganti), Atena (protettrice della tessitura, ricorda che il proprietario era commerciante in stoffe), la Fama (dispensatrice di notizie buone e cattive), Apollo (dio dell'armonia e dell'ordine), Abundantia (con allusione al lusso del commerciante che, con rischi e lavoro, porta vantaggio anche alla città).
I vasi sono di fattura pregevole, decorati sobriamente, e ricordano quelli delle ville venete. Anche le lunette sopra le finestre dovrebbero essere opera di Bosa, essendo lavorate in modo piuttosto elegante; non così i bassorilievi con motivo di putto, piuttosto grossolani, che si trovano sulla cupola.
Del Bosa sono pure Ercole e Minerva posti nell'ingresso principale databili attorno al 1804, come risulta da una lettera in quell'anno dello stesso scultore, che attesta la paternità di queste due statue e dei bassorilievi della sala rotonda. Secondo Bensch essi rappresentano i simboli della protezione della casa, sono figure ieratiche e solide.
Le tre figure femminili in cima allo scalone rappresentano: Pittura, Scultura e Architettura. In esse coesistono tradizione classica e leggiadria rococò; se, infatti, per le due a seno scoperto Bosa sembra ispirarsi all'Ebe del 1796 di Canova, quella col peplo ricorda una cariatide dell'Eretteo di Atene.

## Curiosità
In origine, il palazzo comprendeva l'abitazione del proprietario, al piano nobile verso il mare, magazzini e stalle al pianterreno e sedici abitazioni nei due piani superiori. Ma gli spazi dell'immobile erano così vasti che al pianterreno, oltre al deposito merci della ditta Carciotti, trovarono posto una tipografia, uffici di varie case commerciali e depositi di derrate.
Riva Tre Novembre fino al 1918 si chiamava Riva Carciotti, assumendo tale nome proprio dal palazzo che lì vi sorge.
Nel 1818 Demetrio Carciotti costituì le sue proprietà in ente fidecommissario: esse dovevano passare ai soli eredi diretti maschi; estinta la discendenza maschile il palazzo sarebbe passato al demanio dello Stato.
La cupola ospitò in più di una occasione studi di pittori, come Arturo Rietti e il bulgaro Georgief. Negli anni cinquanta nella cupola vi era lo studio del pittore Perizi.
Il 2 febbraio 2012 delle forti raffiche di bora scoperchiarono una parte della copertura della cupola, successivamente restaurata.

## Futuro e ipotesi di riuso
Il palazzo, essendo uno degli edifici più prestigiosi di Trieste, è sempre stato oggetto di molte idee di riuso che però non hanno mai avuto seguito. Dopo il trasloco della Capitaneria di Porto, il Comune ha formulato più ipotesi fra le quali palacongressi, polo museale e albergo.
Nel 2015 il Comune, in accordo con la Direzione regionale dei Beni Culturali, elabora il progetto di riuso dell'immobile come albergo nei due terzi del palazzo che si affacciano su Via Cassa di Risparmio e di Museo della città nella parte restante, ovvero quella verso le Rive e quindi più prestigiosa, attraverso la vendita della parte destinata ad hotel e destinando il ricavato, stimato in 17 milioni di euro al restauro della sezione verso il mare come polo museale.
Nel 2016, stralciando il progetto del Museo della Città al Carciotti, il Comune ha stabilito la vendita totale del Palazzo per un prezzo base di 21 milioni.
Nel dicembre del 2024, Assicurazioni Generali si aggiudica l'acquisto del Palazzo per oltre 13 Milioni di Euro. Il progetto di ristrutturazione è stato affidato all'architetto e ingegnere italiano Carlo Ratti. La nuova destinazione d'uso è nell'ambito del terziario avanzato: sarà sede dell'Agorai Innovation Hub, centro di ricerca applicata e di base sulla Data Science e l'Intelligenza Artificiale. La chiusura del cantiere è prevista nel 2029.